# Fausto Tosi
Fausto Tosi (Verona, 20 ottobre 1962) è un ex sollevatore italiano.

## Biografia
Nato nel 1962 a Verona, gareggiava nella classe di peso dei pesi medi (82,5 kg).
A 25 anni ha partecipato ai Giochi olimpici di Seul 1988, nei pesi mediomassimi, chiudendo 7º con 340 kg totali alzati, dei quali 155 nello strappo e 185 nello slancio.